# Vilivalla (Pühalepa)
Vilivalla − wieś w Estonii, w prowincji Hiuma, w gminie Pühalepa.